# Piaseczno Małe
Piaseczno Małe – jezioro w woj. zachodniopomorskim, w powiecie wałeckim, w gminie Człopa, leżące na terenie Równiny Drawskiej.

## Dane morfometryczne
Powierzchnia zwierciadła wody według różnych źródeł wynosi od 8,0 ha przez 9,0 ha do 9,68 ha.
Zwierciadło wody położone jest na wysokości 62,1 m n.p.m. lub 62,0 m n.p.m. Średnia głębokość jeziora wynosi 3,2 m, natomiast głębokość maksymalna 6,8 m.

## Hydronimia
Według urzędowego spisu opracowanego przez Komisję Nazw Miejscowości i Obiektów Fizjograficznych (KNMiOF) nazwa tego jeziora to Piaseczno Małe. W różnych publikacjach jezioro to występuje pod nazwą Pecnik Mały.